# Utricularia corneliana
Utricularia corneliana este o specie de plante carnivore din genul Utricularia, familia Lentibulariaceae, ordinul Lamiales, descrisă de R.W.Jobson. Conform Catalogue of Life specia Utricularia corneliana nu are subspecii cunoscute.